# Bassano Staffieri
Bassano Staffieri (ur. 6 września 1931 w Casalpusterlengo, zm. 31 lipca 2018 w La Spezia) – włoski duchowny rzymskokatolicki, biskup diecezjalny Carpi w latach 1989–1999, oraz biskup diecezjalny La Spezia-Sarzana-Brugnato w latach 1999–2008.

## Życiorys
Urodził się 6 września 1931 w Casalpusterlengo. Wstąpił do seminarium Lodi, gdzie ukończył studia filozoficzno-teologiczne. Święcenia kapłańskie przyjął 9 czerwca 1955 z rąk Tarcisio Vincenzo Benedetti w katedrze diecezjalnej w Lodi. Po święceniach został wikariuszem parafii pw. Matki Bożej Wspomożycielki w Lodi, a dwa lata później mianowany zastępcą dyrektora, a następnie dyrektorem Domu Młodzieży i asystentem Włoskiego Centrum Sportu.
Jednocześnie pełnił również funkcję zastępcy asystenta, a następnie diecezjalnego asystenta młodzieży Akcji Katolickiej (1958-1968) oraz rektora Kolegium Episkopatu (1968-1973). W 1973 został mianowany wikariuszem biskupim, a cztery lata później Wikariuszem Generalnym diecezji Lodi.
W styczniu 1987 został mianowany podsekretarzem Konferencji Episkopatu Włoch, a 15 czerwca 2004 wiceprzewodniczącym CEI.
11 lipca 1989 został mianowany biskupem Carpi przez Jana Pawła II, a sakrę otrzymał 9 września 1989 z rąk kardynała Ugo Polettiego w katedrze w Lodi. 24 września 1989 uroczyście objął diecezję. 10 lipca 1999 został mianowany biskupem La Spezia-Sarzana-Brugnato, a 10 października wstąpił do diecezji.
6 grudnia 2007 przeszedł na emeryturę z powodu przekroczenia granicy wieku. Jednocześnie został mianowany administratorem apostolskim diecezji do czasu przejęcia urzędu przez Francesco Moraglia, 1 marca 2008 roku. 18 lipca 2008 został honorowym obywatelem La Spezia.
Był odpowiedzialny za wydanie aktu rozpoczynającego fazę diecezjalną procesu beatyfikacyjnego Edwarda Focheriniego.
Zmarł 31 lipca 2018 o godzinie 9.55 w La Spezia. 3 sierpnia, w katedrze w La Spezia, odbyła się ceremonia pogrzebowa, której przewodniczył kard. Angelo Bagnasco.